# Femradet ulvefod
Femradet ulvefod (Lycopodium annotinum) er en ulvefodsplante, der i Danmark vokser på næringsfattig bund i åbne skove og plantager.

## Beskrivelse
Femradet ulvefod er en jordboende (ikke-epifytisk) karplante. Den sporebærende plante består af en jordstængel med trævlerødder og en overjordisk del, der har opstigende gaffeldelte stængler med talrige, tætsiddende, små blade i 5-8 rækker. I toppen af visse skud sidder de 2-4 cm lange, gullige strobili.
Det meste af planten er over jorden, men fra den krybende jordstængel udgår små primitive hvidlige rødder.
Højde: 15-30 cm. Den krybende jordstængel kan blive flere meter lang.

## Voksested
Femradet ulvefod vokser på mager bund i åbne skove og krat samt i tørvemoser. Arten findes hist og her på Sjælland, Bornholm og i Midt- og Nordjylland. I resten af landet er den sjælden.
Den kan f.eks. ses i Nørlund Plantage i Midtjylland.
| Portal | Portal:Botanik |